# Pseudacrossus qinghaiensis
Pseudacrossus qinghaiensis är en skalbaggsart som beskrevs av Kral 1997. Pseudacrossus qinghaiensis ingår i släktet Pseudacrossus och familjen Aphodiidae. Inga underarter finns listade i Catalogue of Life.